# Hieracium microdon
Hieracium microdon es una especie de planta con flor del género Hieracium, de la familia Asteraceae, orden Asterales.

## Distribución
Hieracium microdon se distribuye por Islandia.

## Taxonomía
Fue descrita científicamente por (Dahlst.) Omang.